# IC 4851
IC 4851 — галактика типу SBab () у сузір'ї Павич.
Цей об'єкт міститься в оригінальній редакції індексного каталогу.